# Itapirapuã Paulista
Itapirapuã Paulista é um município brasileiro do estado de São Paulo. Situa-se na mesorregião de Itapetininga e na microrregião de Capão Bonito, também pertencendo à região do Vale do Ribeira. O município é formado pela sede e pelo povoado de Ribeirão da Várzea.

## História
A história das terras que ocupam o contemporâneo município de Itapirapuã Paulista se confunde com a história de Apiaí, quando chegaram as primeiras famílias de migrantes não indígenas que estabeleceram na região durante o século XIX formando estabelecimentos rurais, com destaque para a Fazenda Laranjeiras. Nessa época, os produtos desta Fazenda eram comercializados nas cidades de Apiaí, Capão Bonito e Itararé, e o transporte feito por animais de tropas, o que exigia a necessidade de estabelecimento de paradas de descanso. Foi em uma dessas paradas que foi formado o povoado conhecido como "Ribeirão das Cordas" ou simplesmente "Ribeirãozinho".
A história de Itapirapuã Paulista também se confunde com a evolução histórica municipal de Ribeira, visto que, foi quando o município de Ribeira já estava desmembrado do território apiaiense, que o primeiro profissional de educação destinado a atuar no ensino da população local do então povoado de Ribeirão das Cordas foi designado. Tratou-se da professora Julia da Silveira Melo, designada no início da década de 1920 para executar essa tarefa por determinação de Augusto Dias Batista, então prefeito de Ribeira que estava desenvolvendo uma interiorização do ensino municipal. Posteriormente, houve uma mudança de status administrativo para o povoado quando foi criado, em 30 de novembro de 1944, o distrito de Itapirapuã que, em na língua tupi, significa “peixe da pedra vermelha”,, no núcleo populacional denominado de Ribeirão das Cordas ou Ribeirãozinho, vila que daria origem à sede do município.
Itapirapuã Paulista somente começou o seu processo de emancipação política em relação ao município de Ribeira no início da década de 1990, a partir do ano de 1991, em uma articulação política realizada pelas lideranças locais que contou com o apoio do próprio Prefeito de Ribeira, José Vidal de Oliveira.
Essa mobilização resultou na realização de um plebiscito em 3 de novembro de 1991, no qual a população votou a favor do desmembramento de Itapirapuã em relação ao município de Ribeira, o que levou a Assembleia Legislativa de São Paulo a aprovar a lei estadual nº 7.644, de 30 de dezembro de 1991, que elevou a vila à categoria de cidade e, então, criaria o novo município.
Ocorreu que o governador paulista da época, Luiz Antônio Fleury Filho (PMDB), vetou os dispositivos da lei nº 7.644/1991, fazendo com que a emancipação de Itapirapuã ficasse sem efeito, o que frustrou a criação do novo Município naquele ano. A partir de então, as lideranças políticas locais se rearticulam novamente com outras instâncias políticas e conseguem a aprovação de uma nova lei em 12 de março de 1992 que, alterando a lei estadual nº 7.644/1991, desta vez sem vetos pelo governador, reconheceu em definitivo o desmembramento e emancipação política do território municipal denominado de Itapirapuã Paulista.
Em seguida, as primeiras eleições municipais de Itapirapuã Paulista foram realizadas em 1992 e, então, prosseguiu-se com a instalação das instituições políticas do Município em 1º de janeiro de 1993.

## Geografia
Acidentada e ondulada, sendo a 560 metros de altitude nível do mar.
- Rios: Rio Catas Altas, rio Itapirapuã, rio Criminosas, rio Cordas Grandes, rio Azedo e rio do Fecho.
- Atividades econômicas: A cultura é de subsistência: arroz, feijão, milho, pecuária, extração e plantio de Pinus.

## Demografia

### População
| Crescimento populacional                             | Crescimento populacional | Crescimento populacional | Crescimento populacional |
| Ano                                                  | População Total          |                          | %±                       |
| ---------------------------------------------------- | ------------------------ | ------------------------ | ------------------------ |
| 2000                                                 | 3 577                    |                          | —                        |
| 2010                                                 | 3 880                    |                          | 8,5%                     |
| 2022                                                 | 4 306                    |                          | 11,0%                    |
| Est. 2024                                            | 4 405                    | [ 11 ]                   | 2,3%                     |
| Fontes: Censos Demográficos IBGE e Estimativas SEADE |                          |                          |                          |

## Política e administração
Sendo um município do Brasil, Itapirapuã Paulista é administrada por dois poderes, o executivo e o legislativo, independentes e harmônicos entre si. O primeiro é representado pelo prefeito, auxiliado pelo seu gabinete de secretários e eleito pelo voto popular para um mandato de quatro anos, sendo permitida uma única reeleição para mais um mandato consecutivo, enquanto que o segundo é representado pela Câmara Municipal de Itapirapuã Paulista, órgão colegiado de representação dos munícipes que é composto por vereadores também eleitos por sufrágio universal.
As atuais autoridades que ocupam cargos da organização político-administrativa de Itapirapuã Paulista são as seguintes (data: 07 de junho de 2024):
- Prefeito: Julio César do Amaral "César Construvale" - PC do B (2021/-)[17];
- Vice-prefeito: Zé Martins - PC do B (2021/-)[17];
- Presidente da Câmara: Oscar Nunes de Almeida - UNIÃO (2023/-).[17][18]

## Infraestrutura

### Comunicações
Em 1992, um ano após a emancipação, a cidade tinha apenas uma linha telefônica, do tipo "vilafone", que atendia a todos os moradores da época. Por fim o sistema de telefones automáticos, assim como o sistema de discagem direta à distância (DDD) com o código de área (0155), foram implantados pela Telecomunicações de São Paulo (TELESP).
Ainda na década de 90 o código DDD da cidade foi alterado para (015), para padronização do sistema telefônico com a telefonia celular que estava sendo implantada em todo o estado.

## Religião
O Cristianismo se faz presente na cidade da seguinte forma:

### Igreja Católica
- A igreja faz parte da Diocese de Itapeva.[23]

### Igrejas Evangélicas
- Assembleia de Deus Ministério do Belém.[24][25]
- Congregação Cristã no Brasil.[26]